# Parafia Bożego Ciała w Szklarskiej Porębie
Parafia Bożego Ciała w Szklarskiej Porębie – parafia rzymskokatolicka w dekanacie Szklarska Poręba, w diecezji legnickiej. Jej proboszczem jest o. Konrad Łaniucha OFMConv. Obsługiwana przez księży franciszkanów konwentualnych.
Z parafii wywodzą się franciszkanie: o. Roman Pałaszewski OFMConv. oraz o. Marek Daukszewicz OFMConv.
Parafia jest najstarszą w mieście, została erygowana w 1490 r., prawdopodobnie przez papieża Innocentego VIII.

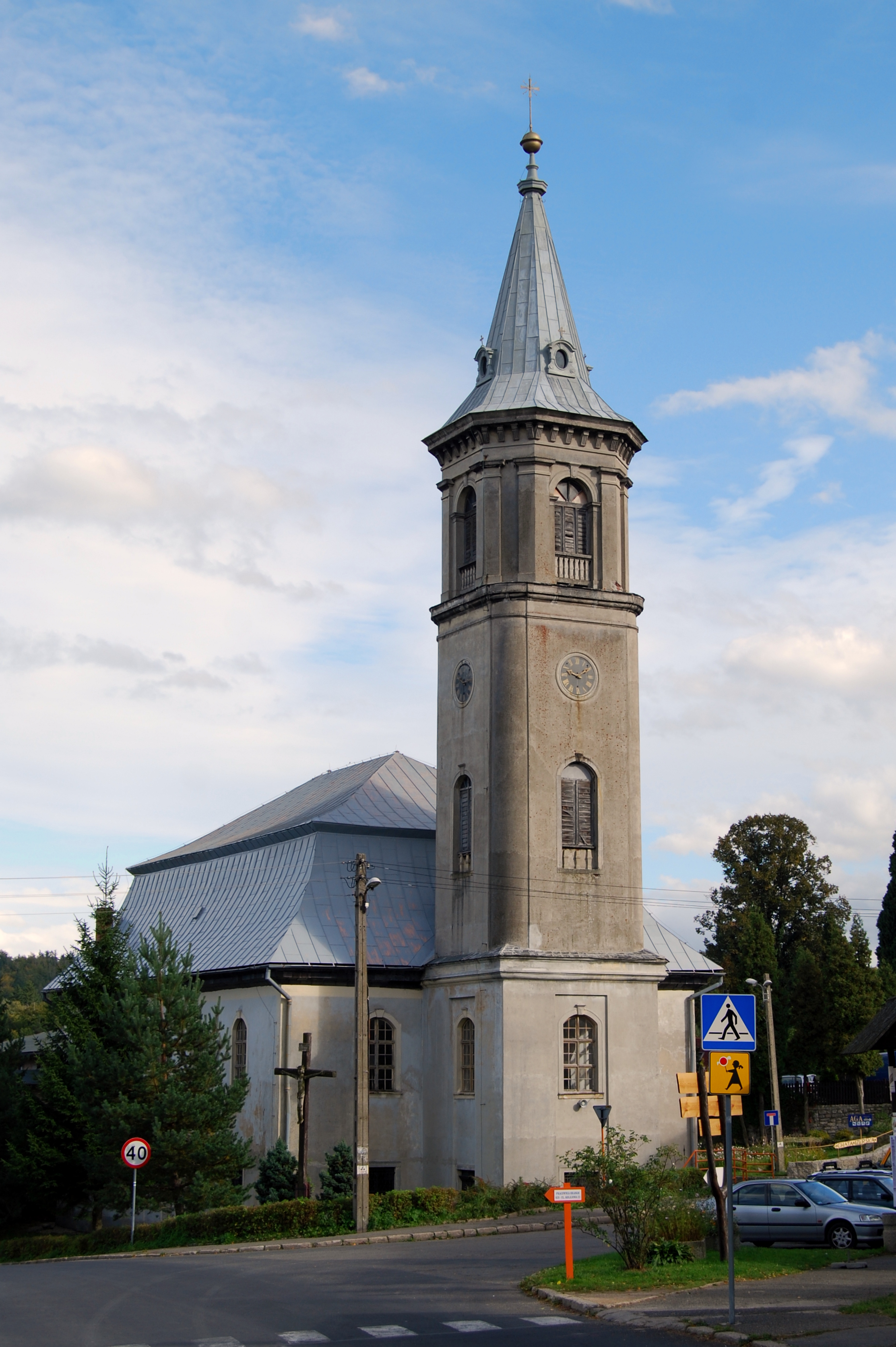
Kościół filialny pw. Niepokalanego Serca NMP

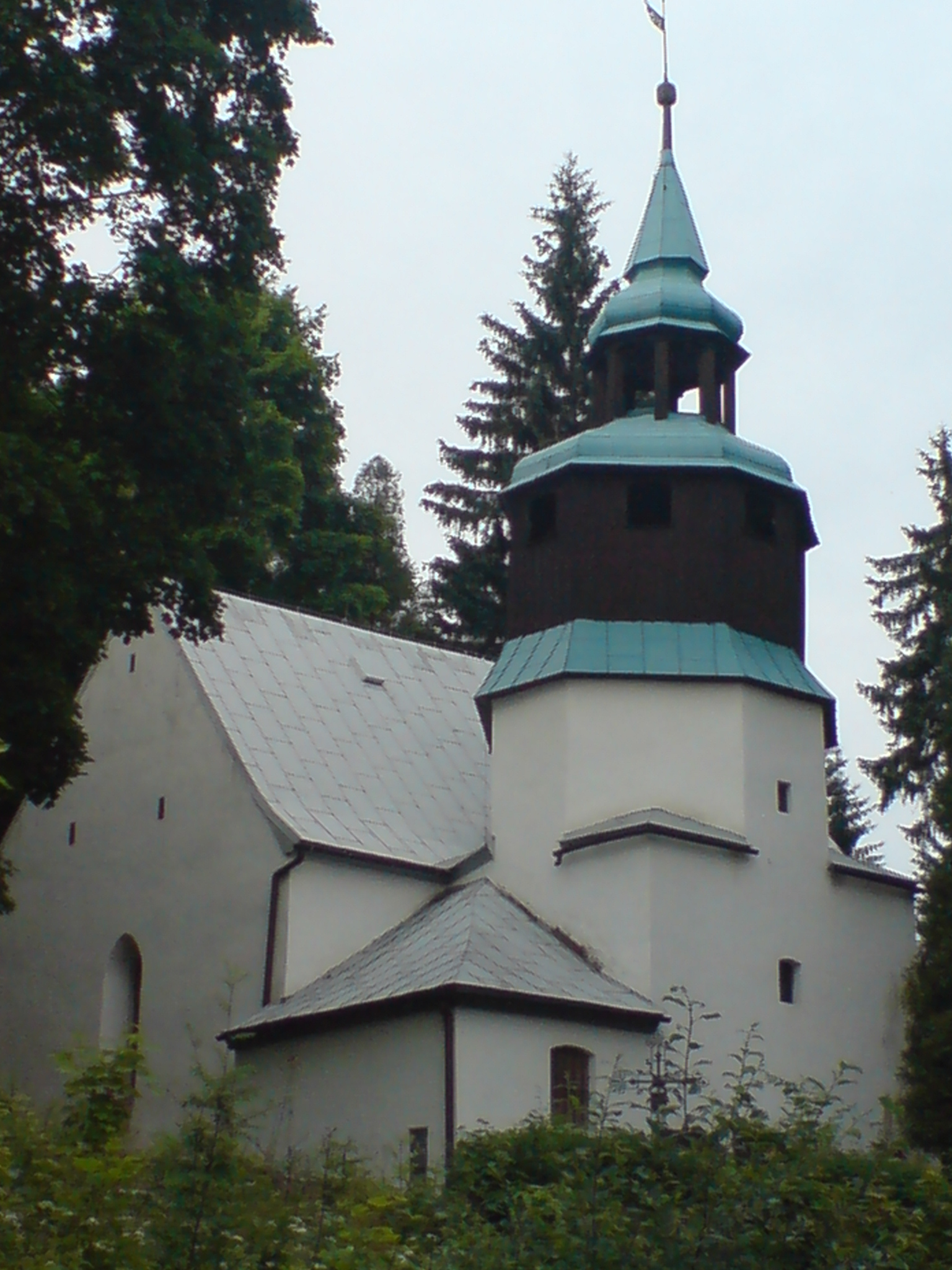
Kościół cmentarny pw. Matki Bożej Różańcowej